# Ju Rui
Ju Rui (n. 4 februarie 1993) este o canotoare ce a reprezentat Republica Populară Chineză, medaliată olimpică. A participat la o ediție a Jocurilor Olimpice (2020) în care a câștigat o medalie de bronz.

## Participări
Lista de mai jos prezintă principalele competiții la care a participat Ju Rui de-a lungul carierei.
- Canotaj la Jocurile Olimpice de vară din 2020 - Opt rame cu cârmaci feminin[2]